# دفرة شوكية
الدفرة الشوكية  أو حلفا أو صخام أو وفرة (الاسم العلمي: Sporobolus spicatus)، ويعرف باسم عشب الملح، هو نبات ملحي من فصيلة النجيلية.

## التوزيع
- في أجزاء من أفريقيا مثل ناميبيا، وهو نبات معروف في الصحراء الغربية لمصر.
- من البحر الأبيض المتوسط إلى جنوب إفريقيا.
- من الشرق الأوسط إلى الجنوب الغربي إلى باكستان والهند.[4][5]
- شبه الجزيرة العربية.

## الوصف
عشب معمر، قاسٍ، أخضر داكن، بسوق هوائية زاحفة (جذمور)، يصل ارتفاعه حتى 40 سم. أوراقه مستديرة النصل، قصيرة، مدببة.